# 埼玉県立川越特別支援学校
埼玉県立川越特別支援学校（さいたまけんりつ かわごえとくべつしえんがっこう）は、埼玉県川越市大字古谷上にある公立特別支援学校。

## 学部
- 小学部
- 中学部
- 高等部

## 沿革
- 1972年4月 - 埼玉県立川越養護学校が開校
- 1973年4月 - 高等部を設置
- 1977年7月 - プール竣工
- 1979年11月 - 体育館竣工
- 1994年5月 - エレベーター、自動ドア設置
- 2009年4月 - 埼玉県立川越特別支援学校と改称